# Malajzia kultúrája
Malajzia kultúrája az ország különböző népének változatos kultúrájára épül. A régióban elsőként az őslakos törzsek éltek, amelyek továbbra is fennmaradnak; őket követték a malájok, akik az ókorban átmentek Ázsia szárazföldjére. Később kínai és indiai kulturális befolyások jelezték, amikor megkezdődött a kereskedelem ezen országokkal, és elindult a bevándorlás is ezen országokból. A malajziai kultúrát erősen befolyásoló kultúrák közé tartozik még a perzsa, az arab és a brit is.
A maláj kultúra nagyjából azonos az egész országban, de a szokások és hiedelmek etnikai csoportokként váltakoznak. A malájok gyakorlatilag valamennyien muzulmánok, az indiaiak általában hinduk vagy muzulmánok, a kínaiak többnyire buddhisták és taoisták, illetve szinte minden vallási csoportban megtalálhatók. Az országban élő sok különféle etnikai hovatartozás mindegyikéne megvan a maga egyedi és sajátos kulturális identitása, gyakran némi keresztezéssel.

## Etnikumok
A maláj államok etnikumai a 2010-es népszámlálás alapján. Rendezhető táblázat:

## Oktatási rendszer
Az oktatási rendszer fel van osztva óvodai (előiskola), alapfokú, középfokú, magasabb középfokú és felsőfokú oktatásra. Ezt tovább osztják állami és magánképzésre.

## Kulturális intézmények

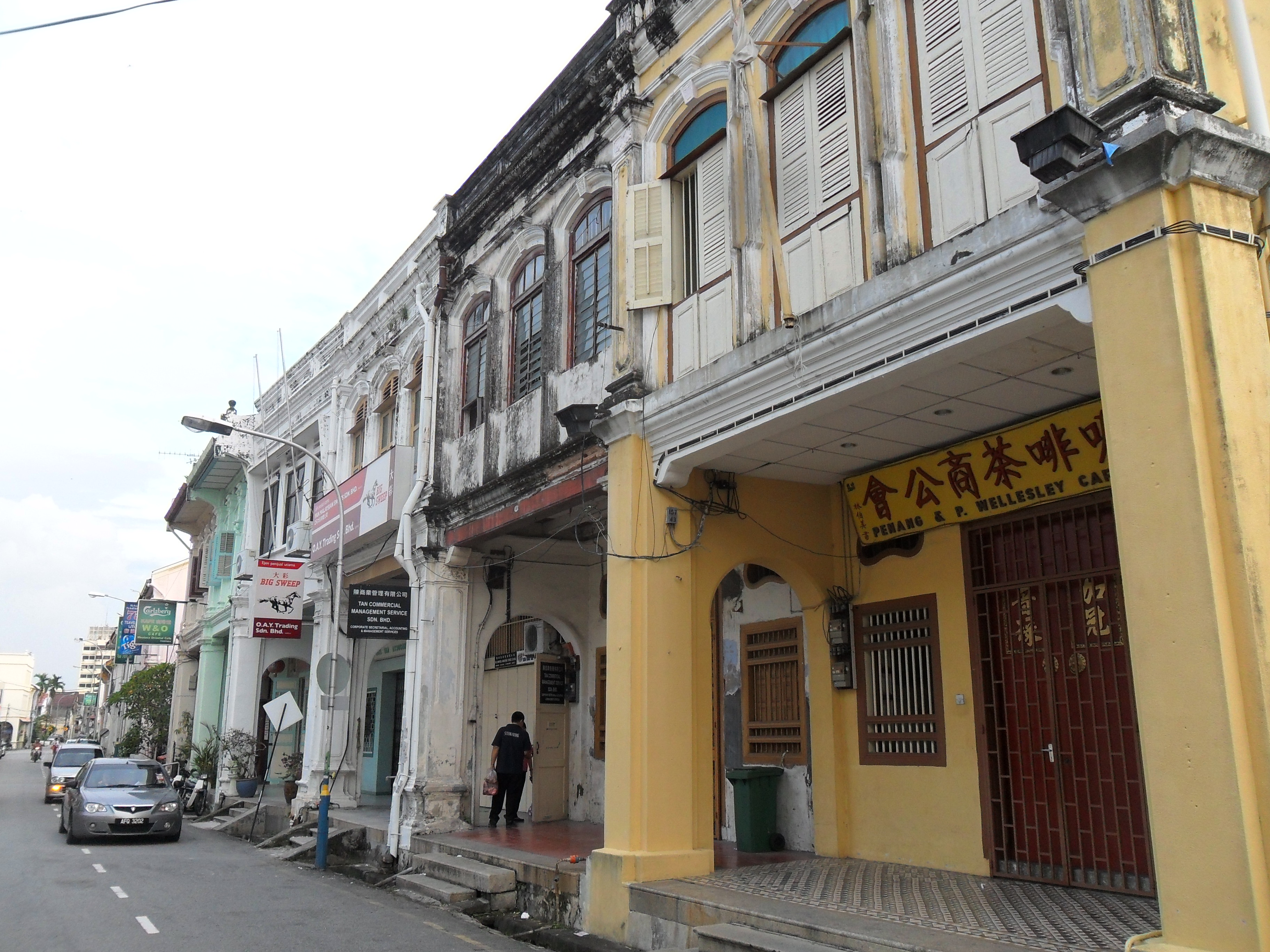
George Town óvárosának épületei

### Kulturális világörökség
Az UNESCO a világ kulturális örökségeként tartja számon a Malacca-szoros történelmi városait: Melaka és George Town városokat.

## Tudomány
Az ország a félvezető eszközök, elektromos cikkek, információs és kommunikációs termékek egyik fontos exportőre a világon. Az innovációt Malajziában a nagy külföldi multinacionális vállalatok uralják.

## Művészetek
A művészet régi hagyományokkal rendelkezik. A tradicionális művészet főleg olyan területeken összpontosult, mint a faragás, a kovácsolás és a szövés. Az iszlám tabuk az embereket ábrázoló alkotásokat a 20. század közepéig korlátozták. Az előadóművészet népszerű, és gyakran indiai befolyást mutatnak. Az építészetben különböző befolyások figyelhetők meg, a malajziai népek és más országok kultúráiból.

### Zene
A kínai és az indiai eredetű malajziaiaknak saját zeneviláguk van, a félszigeti és a kelet-malajziai őslakos törzsek pedig egyedi tradicionális hangszerekkel rendelkeznek.
A malajziai zene nagyrészt ütős hangszerekre épül. Legalább 14 típusú tradicionális dob van. Más hangszerek közé tartozik a rebab (vonós hangszer), a serunai (oboa-szerű hangszer), a seruling (fuvola) és a trombiták. Kelet-Malajziában (Borneó) az olyan idiofon hangszereket, mint a gong, az agung és a kulintang, gyakran használják olyan szertartásokon, mint a temetés és az esküvő.
Az ország két hagyományos zenekara: az indonéziai eredetű gamelán és a nobat. Malajzián belül a legnagyobb előadóművészeti helyszín a Petronas filharmonikus terme. A rezidens zenekar a Malajziai Filharmonikus Zenekar.
Hagyományos helyi zenei eszközök:
- aerofon hangszerek: bungkau, sompoton, seruling (suling), turali (tuah)
- kordofon hangszerek: gagayan (sundatang), qanbūs (gambus), karaniing, krem, tongkungon, sape (sapeh)
- idiofon hangszerek: agung, gong, kulintangan, togunggak
- membranofon hangszerek: gendang (tontog), kompang (rebana), mirwās (marwas)
- kompang: Kézidob, hasonló mint a tamburin. A legnépszerűbb maláj hagyományos zenei eszköz, széles körben használják a különböző társadalmi események, mint például a nemzeti ünnep, felvonulások és esküvők során.
- gambus: Lantféle, hasonló hangot ad mint a csembaló.
- szape(h): Hagyományos lant Sarawak közösségeiben. Zenei aláfestésül szolgál olyan táncokhoz, mint például a Ngajat és Datun Julud.

### Tánc
Hagyományos táncok az országban:

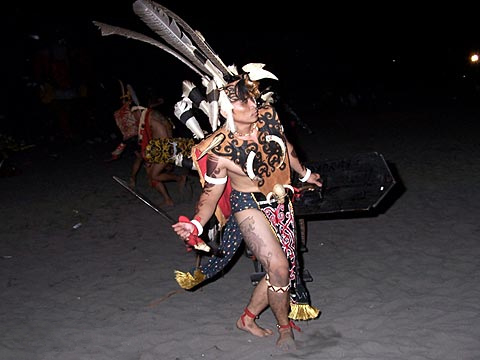
Ngajat-táncos

- Joget. Malajzia legnépszerűbb hagyományos tánca. A zenei aláfestés és a lépések hasonló mint a csacsacsa.
- Tarian Lilin. Más néven gyertya-tánc. Nők táncolják, akik mozgás közben gyertyákat tartanak a két kezükben.
- Silat. Az egyik legrégebbi maláj harcművészeti és egyben táncolható művészeti forma.
- Malaj Mak Yong. A dél-thaiföldi Pattani térségből származó táncstílus.
- Kuda Kepang. Johor államban a jávai bevándorlók által létrehozott táncstílus.
- Zapin. Johor állam népszerű tánca.
- Kínai oroszlántánc.  Általában a kínai újévi fesztiválkor látható. A tánc energikus és szórakoztató.
- A kínai sárkánytánc
- Bharata Natyam, klasszikus indiai tánc
- Bhangra, élénk népzene és tánc az indiai szikh közösségből. Eredetileg szüreti tánc.
- Bambusz-tánc. Népszerű és szórakoztató hagyományos tánc. Két hosszú bambusz rudat tartanak vízszintesen a föld fölött, boka magasságban. Ezeket kell a táncosoknak taps és dobpergés közben átugrálni.
- Melaka Farapeira. Portugál eredetű, pörgős, vidám tánc, általában gitárral és dobokkal kísért, a táncoló párok hagyományos portugál jelmezekbe öltözve.
- Branyo. Portugál eredetű néptánc
- Ngajat, Sabah és Sarawak hagyományos tánca. Ez az eredetileg harci táncot általában Gawai Kenyalang vagy a "Szarvascsőrű (Hornbill)-madár-fesztivál" idején láthatjuk.
- Datun Julud, Sarawak Kenyah törzsi nőinek hagyományos tánca.
- Sumaza, Sabah Kadazan törzsi embereinek tánca. Rendszerint vallási szertartásokon és társadalmi eseményeken táncolják.
- Orang Asli a maláj-félsziget hagyományos törzsi tánca.

### Építészet
A malajziai építészet sok stílus kombinációja, az iszlám és a kínai építészettől kezdve az európai gyarmatosítók stílusáig. Az eredeti maláj építészet megváltozott ezen befolyások miatt. A félszigeten az északi házak hasonlóak a thaiföldiekhez, míg a déliek hasonlóak a jávaiakhoz.
A hagyományos építészet fő stílusai:
- Maláj.
- Kínai. Malajziában a kínai építészetnek két fő típusa van: a hagyományos és a Baba-Nyonya (Peranakan).
- Indiai. A legtöbb malajziai indiai Dél-Indiából származik és a hindu templomaik is ennek a régiónak az építészetét mutatják.
- Borneó (Sabah és Sarawak) bennszülött népeinek építészete.
- A gyarmatosítók építészete (1511-1957)
  - Portugál. A portugál építészet egyik szép példája az A'Famosa erőd Melakkában
  - Holland
  - Brit

A gyarmati, kínai és indiai építészet legszebb példáit Melakka és George Town városokban láthatjuk.

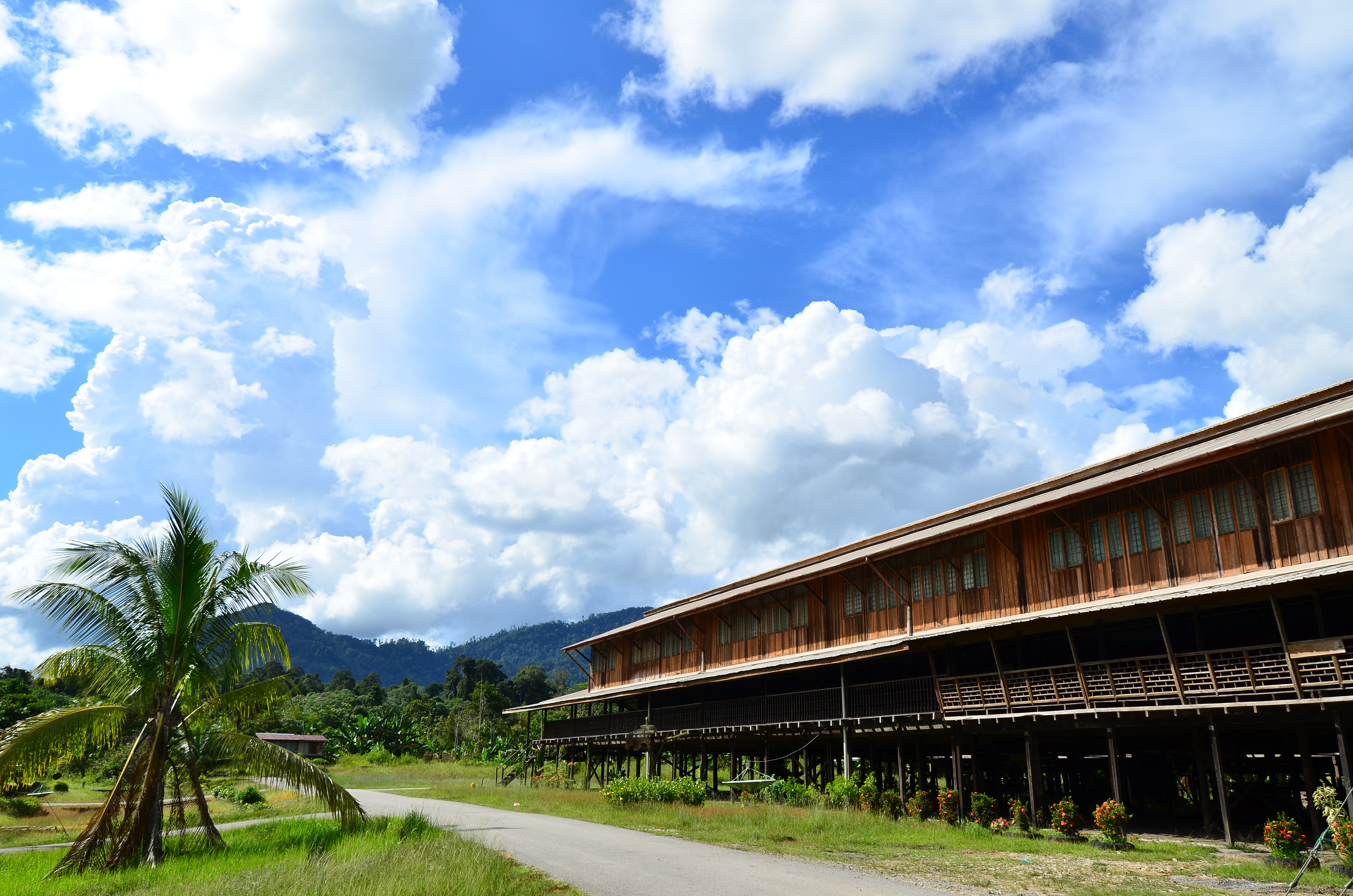
Bennszülött törzsi ház Borneón, Sarawakon. Sok törzs még mindig a hagyományos, úgynevezett hosszúházakban közösen él együtt

#### Borneói hosszúházak
A borneói dajakok hagyományos életet élő törzsei az év nagy részében vadászó-gyűjtögető életmódot folytatnak (folytattak), az esős évszakban pedig a lamin nevű közösségi hosszúházakban gyűlnek (-tek) össze. Ezeket cölöpökre építették, hogy távol tartsák a veszélyes állatokat és az áradást. Az épületeik fatetejére vésett szimbólumai spirituális védelmet nyújtanak. Sok iban hosszúház mérete a 200 méter hosszúságot is meghaladja,  és minden, az épületben élő család lakrészének külön ajtaja van. Így például ha egy hosszúháznak 200 ajtaja van, akkor 200 család lakik (lakott) benne.

## Hagyományok

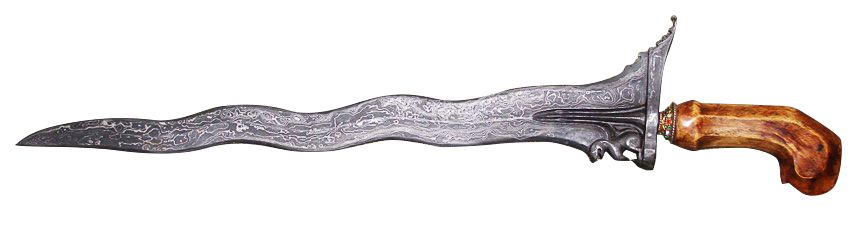
A hagyományos maláj tőr, a kris

### Név
A malájok nem használnak családi nevet. Az első név a saját nevük, a második az apai név.

## Társadalom
A lakosság többsége a Korán tanítása szerint él. Erkölcsi kódexük az udvariasságon, a tiszteleten (különösen a szülők és az idősebbek tiszteletén) valamint a másokkal fenntartandó harmónia igényén alapul. A malájok mindent megtesznek, hogy jól végezzék a munkájukat. Ha nem járnak sikerrel, vagy ha a dolgok nem úgy mennek, ahogy szeretnék, azt jórészt a sorsnak és Allah akaratának tudják be.
A lakosság 2. legnagyobb csoportját kitevő kínaiak magatartását is erőteljesen meghatározzák a vallásuk tanai, melynek alapja a szerénység, az udvariasság, a család iránti kötelesség, a baráti hűség. A magasabb státuszú és idősebb személyeket tisztelet övezi.

### Illemtan, szokások
- Ne intsünk magunkhoz maláj személyt (kivéve a taxisofőröket) és ne mutassunk senkire egyetlen ujjal.
- Ne mutassuk a talpunkat senki felé. A lábfej a test legalsó és alsóbbrendű része.  Ugyanezért ne mutassunk senki felé a lábunkkal vagy a talpunkkal.
- A fejet szentnek tekintik. Ne érintsük meg senkinek a fejét, még egy kisgyerekét sem.
- Ne használjuk a bal kezünket evéshez, ha megérintünk valakit vagy ha átadunk és átveszünk valamit. A bal kéz tisztátalannak számít.
- Ha vendégül látjuk maláj partnerünk; ne kínáljunk neki szeszes italt vagy sertéshúst.
- A muzulmánoknak tilos kutyákkal érintkezni és a kutyát ábrázoló kép is tisztátalannak minősül.
- Üzleti szituációkban soha ne csókoljunk meg vagy ne öleljünk át másik nembeli személyt.

### Étkezési szokások
A hatalmas kínai közösség pálcikával eszik és nem tartózkodik a a disznóhústól sem; a maláj népesség kézzel-kanállal eszik, de mint muszlimok, számukra tilos a sertéshús fogyasztás; a hinduknak a marhahús a tilos és gyakran kézzel nyúlnak a közös tálba és kézzel is esznek. 

## Gasztronómia

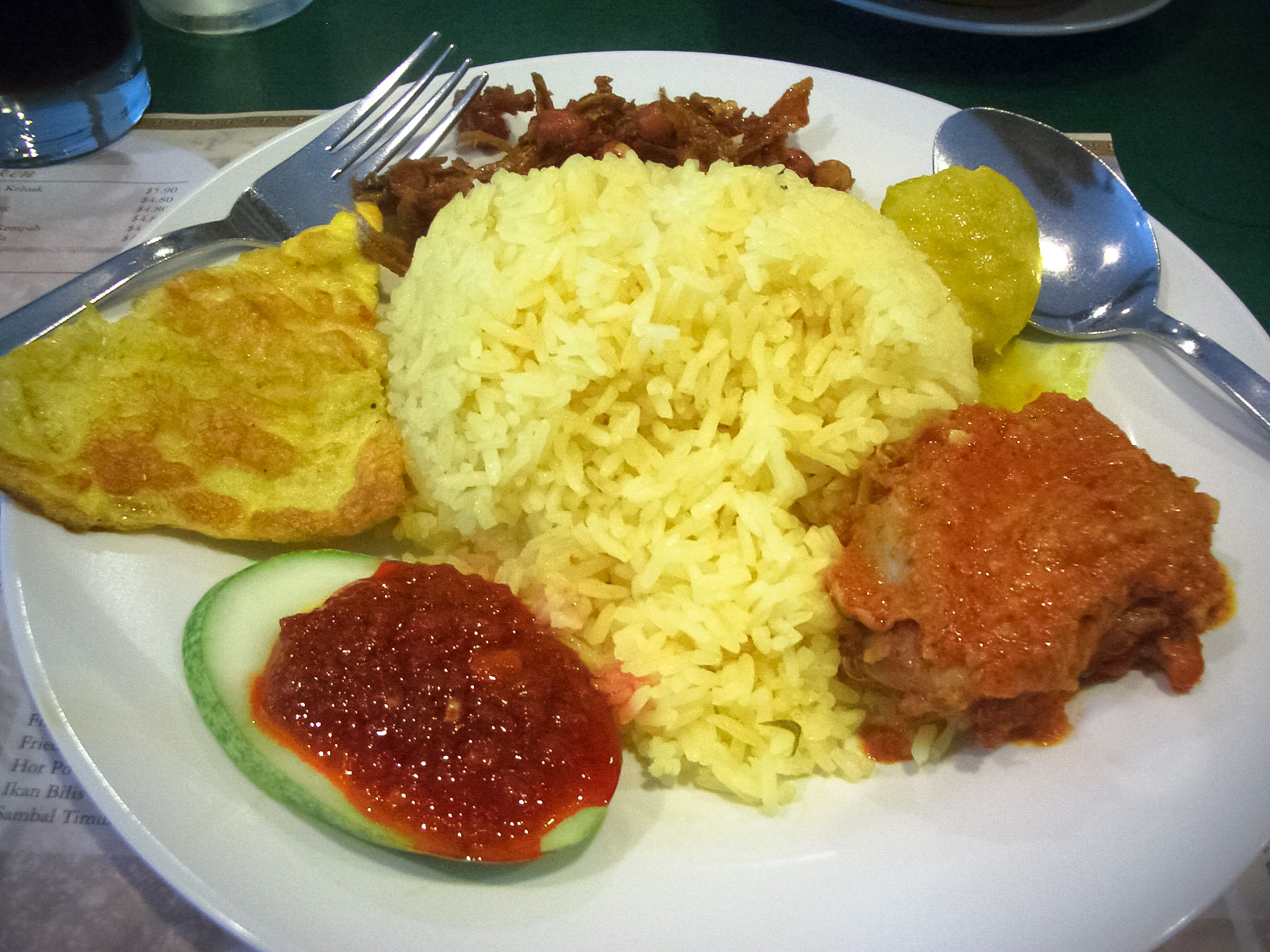
Naszi lemak, az ország nemzeti étele

Malajzia konyhája tükrözi lakosságának többnemzetiségű felépítését, és a sokszínűség határozza meg. A környező területek kultúrája nagymértékben befolyásolta a malajziai konyhát,  a kínai, az indiai, a thaiföldi, a jávai és a szumátriai konyhák nagy befolyással bírtak. Ennek nagy része annak köszönhető, hogy Malajzia az ősi fűszerútvonal része. A konyha nagyon hasonlít Szingapúr és Brunei ételeire, és hasonló a filippínói konyhához. A malajziai államok különféle ételeket készítenek, és az ország mai ételei gyakran különböznek az eredeti konyha ételeitől.

## Sport
Malajziában a népszerű sportágak közé tartozik a tollaslabda, a teke, a futball, a squash és a gyeplabda. Jellemző még a sepak takraw, a rögbi is. Az országban rendeznek MotoGP és Formula–1 versenyeket.
A wau a sárkányreptetés hagyományos formája, bonyolult tervekkel létrehozott sárkányokkal.
Malajzia tengerpartjain népszerű a búvárkodás, a vitorlázás, valamint az egyéb vízi sportok. A vadvízi evezés és a túrázás szintén jellemző.

## Ünnepek

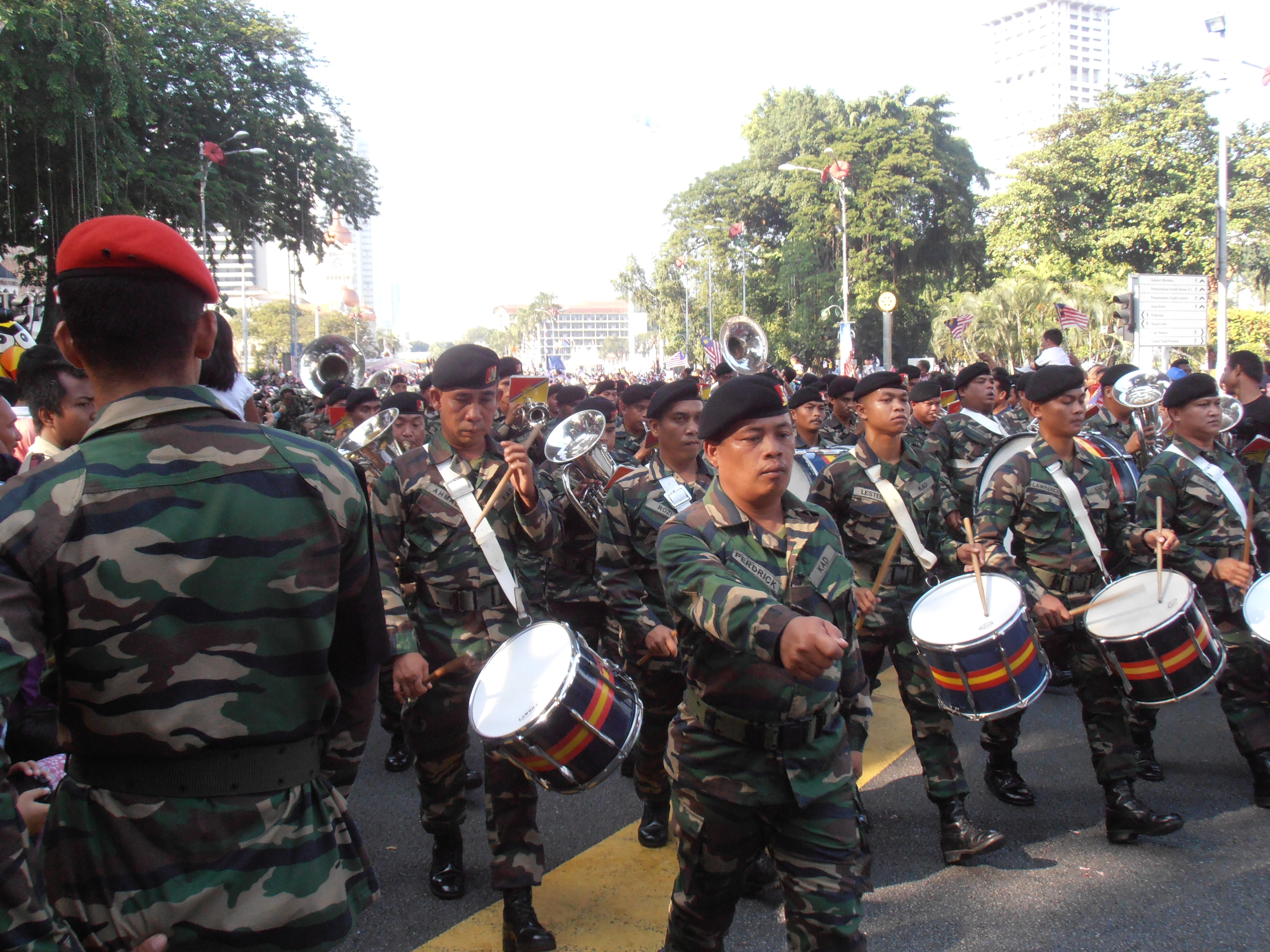
Hari Merdeka, a hadsereg zenekarának ünnepi felvonulása Kuala Lumpurban

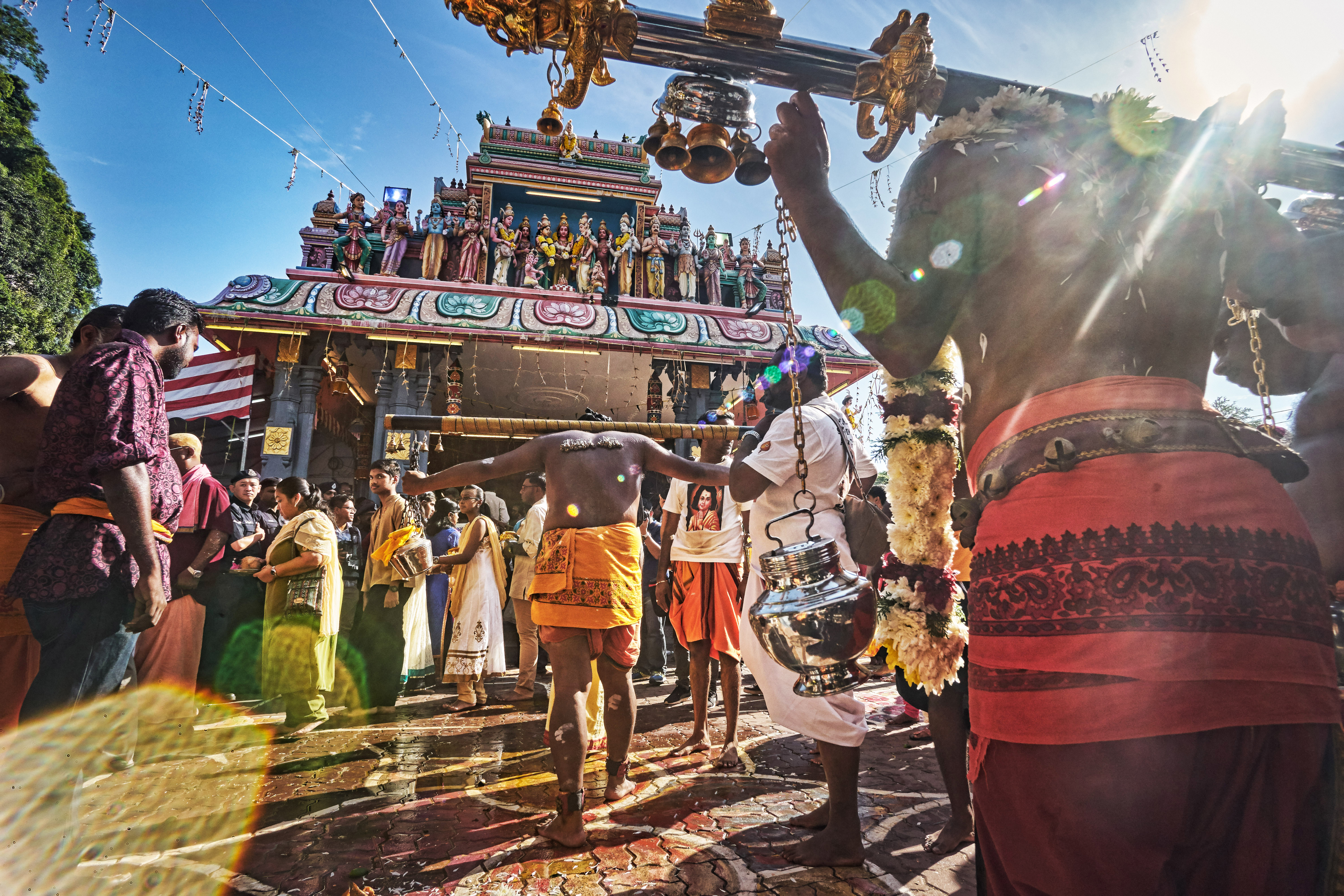
A hindu Thaipuszam Fesztivál, Ipoh

Minden nagyobb etnikumnak és vallásnak a legnagyobb ünnepeit hivatalos ünnepnapoknak nyilvánították. A hivatalos ünnepek államonként különböznek; a legelterjedtebb a Merdeka nap (Hari Merdeka), amely az ország függetlenségét ünnepli.

### Ünnepek
Országos szintű ünnepek:
| Időpont           | Ünnep                        | Megjegyzés                        |
| Január-Február    | Kínai újév                   | 2 napos                           |
| Január-Március    | Mawlid                       | Mohamed próféta születésnapja     |
| Május 1.          | A munka ünnepe               |                                   |
| Május             | Vészák                       | Buddha születésnapja              |
| Június            | Agong emléknapja             | a király születésnapja            |
| Aug 31 - Szept. 1 | Hari Merdeka                 | az ország függetlenségének ünnepe |
| Szeptember 16     | Malajzia-nap (Hari Malaysia) |                                   |
| Október-November  | Diwali                       | kivéve Sarawak                    |
| December          | Karácsony                    |                                   |
| változó           | Eid ul-Fitr                  | 2 napos                           |
| változó           | Hari Raya Aidiladha          |                                   |
| változó           | iszlám újév                  |                                   |

### Fesztiválok
| Muszlim - Ramadán - Hari Raya Aidilfitri / Hari Raya Puasa / Hari Lebaran (A böjt megtörésének ünnepe - a ramadán vége) - Hari Raya Aidiladha / Hari Raya Haji / Haji Raya Korban (Áldozati ünnep) - Mawlid / Maulid Nabi (A Próféta születésnapja) - Israk dan Mikraj - Nuzul Quran - Iszlám újév (változó dátum) Keresztény - Karácsony - Nagyhét - Szent Péter és Pál ünnepe (krisztang nép) | Hindu - Pongal / Thai Pongal (január) - Maha Shivaratri (feb-márc.) - Thaipusam (jan-febr.) - Puthandu (tamil újév) - Vinayagar Chathurthi - Navratri (szept-okt.) - Díváli (okt-nov., az egyik legnagyobb hindu ünnep) - Onam (aug-szept.) - Karthikai Deepam (nov-dec.) Szikh - Vaisakhi Buddhizmus - Vészák | Taoizmus - Kilenc istencsászár fesztiválja Kínai - Kínai újév (jan-febr.) - Qingming - Duanwu / (Sárkányhajó Fesztivál) - Ghost Festival - Őszi fesztivál / Moon Festival - Dōngzhì Festival Borneó - Pesta Kalimaran (murut törzs) - Kaul Festival (melanau törzs) - Tadau Kaamatan (kadazandusun) - Gawai Dayak (dajakok) |  |

## Fordítás
- Ez a szócikk részben vagy egészben  a   Culture of Malaysia című angol Wikipédia-szócikk fordításán alapul.  Az eredeti cikk szerkesztőit annak laptörténete sorolja fel. Ez a jelzés csupán a megfogalmazás eredetét és a szerzői jogokat jelzi, nem szolgál a cikkben szereplő információk forrásmegjelöléseként.